# Zielone (Świętajno)
Zielone (deutsch Zielonen, 1938 bis 1945 Grünflur) ist ein kleines Dorf in der polnischen Woiwodschaft Ermland-Masuren. Es gehört zur Gmina Świętajno (Landgemeinde Schwentainen, 1938 bis 1945 Altkirchen (Ostpr.)) im Powiat Szczycieński (Kreis Ortelsburg).

## Geographische Lage
Zielone liegt in der südlichen Mitte der Woiwodschaft Ermland-Masuren, 18 Kilometer südöstlich der Kreisstadt Szczytno (deutsch Ortelsburg).

## Geschichte
Das nur ein paar kleine Höfe und ursprünglich Zieloni, nach 1820 Zielone genannte Dorf wurde 1788 gegründet. Die Gründungshandfeste ist auf den 26. Februar jenes Jahres datiert. Zwischen 1874 und 1945 war der Ort in den Amtsbezirk Wilhelmsthal (polnisch Pużary) im ostpreußischen Kreis Ortelsburg eingegliedert. Die Einwohnerzahl des Dorfes belief sich 1910 auf 53 und 1933 auf 60.
Aufgrund der Bestimmungen des Versailler Vertrags stimmte die Bevölkerung in den Volksabstimmungen in Ost- und Westpreussen am 11. Juli 1920 über die weitere staatliche Zugehörigkeit zu Ostpreußen (und damit zu Deutschland) oder den Anschluss an Polen ab. In Zielonen stimmten 55 Einwohner für den Verbleib bei Ostpreußen, auf Polen entfielen keine Stimmen.
Am 3. Juni – amtlich bestätigt am 16. Juli – 1938 wurde Zielone aus politisch-ideologischen Gründen der Abwehr fremdländisch klingender Ortsnamen in „Grünflur“ umbenannt. Die Einwohnerzahl belief sich 1939 auf 59.
Als 1945 das gesamte südliche Ostpreußen in Kriegsfolge an Polen überstellt wurde, war auch Grünflur davon betroffen. Der Ort erhielt die polnische Namensform „Zielone“ und ist heute mit dem Sitz eines Schulzenamtes (polnisch Sołectwo) eine Ortschaft im Verbund der Gmina Świętajno (Landgemeinde Schwentainen, 1938 bis 1945 Altkirchen (Ostpr.)) im Powiat Szczycieński (Kreis Ortelsburg), bis 1998 der Woiwodschaft Olsztyn, seither der Woiwodschaft Ermland-Masuren zugehörig.

## Kirche
Bis 1945 war Zielonen resp. Grünflur in die evangelische Kirche Gawrzialken (1928 bis 1945 Wilhelmsthal, polnisch Gawrzyjałki) in der Kirchenprovinz Ostpreußen der Kirche der Altpreußischen Union sowie in die römisch-katholische Kirche Liebenberg (polnisch Klon) im damaligen Bistum Ermland eingepfarrt.
Heute gehört Zielone katholischerseits zur Kirche Gawrzyjałki im jetzigen Erzbistum Ermland, evangelischerseits zur Kirche Szczytno (Ortelsburg) in der Diözese Masuren der Evangelisch-Augsburgischen Kirche in Polen.

## Verkehr
Zielone liegt abseits vom Verkehrsgeschehen an einer Nebenstraße, die von Nowe Czajki (Neu Czayken, 1933 bis 1945 Neu Kiwitten) nach Konrady (Konraden) führt. Eine Anbindung an den Bahnverkehr besteht nicht.